# Henrique José das Neves
Henrique José das Neves (Porto, 8 de abril de 1841 — Lisboa, 26 de agosto de 1915) foi um oficial do Exército Português, reformado no posto de general-de-brigada, publicista e intelectual, que se destacou como editor e articulista em vários periódicos açorianos, em particular da cidade da Horta, onde foi influente membro da intelectualidade local de finais do século XIX. Deixou também colaboração dispersa por jornais de Lisboa, nomeadamente no jornal Branco e Negro (1896-1898). Foi sócio da Sociedade de Geografia de Lisboa.

## Biografia
Nasceu na freguesia de Nossa Senhora da Vitória, da cidade do Porto, filho de José Francisco das Neves e de Maria Felicidade. Concluiu o curso da Escola do Exército, sendo promovido a alferes em 1869, sendo promovido a tenente em 1874. Foi colocado 1876 no Batalhão de Caçadores n.º 11, então aquartelado em Ponta Delgada, unidade em que permaneceu até 1886, quando, já no posto de capitão a que fora promovido em 1881, foi nomeado comandante militar interino do Comando Militar Ocidental dos Açores, com sede na cidade da Horta, ilha do Faial. No ano seguinte, 1887, regressou ao Batalhão de Caçadores n.º 11, em Ponta Delgada, de onde foi transferido em 1888 para o Batalhão de Infantaria n.º 21, também aquartelado na ilha de São Miguel. Naquele ano de 1888 foi promovido a major e passou, sucessivamente, ao Regimento de Caçadores n.º 3, em Lisboa, ao Regimento de Caçadores n.º 12, no Funchal (em 1889). Em 1890, foi colocado no Regimento de Infantaria n.º 24 e em 1893 e 1894 foi comandante do Distrito de Recrutamento e Reserva n.º 14, na Figueira da Foz. Promovido a tenente-coronel em 1894 e a coronel em 1897, passou à reforma, neste mesmo ano, como general-de-brigada.
Com grande interesse pelas letras, foi um grande entusiasta da alfabetização, tendo introduzido no meio militar o uso do método João de Deus para o ensino das primeiras letras a soldados analfabetos. Ensaiou o uso daquele método, à porta fechada, com os soldados do destacamento que comandava na Ribeira Grande. Tendo ganho experiência com aquele tipo de ensino, em 1877 passou a ensinar a ler e a escrever pelo método de João de Deus ao público em geral, introduzindo aquela forma de ensino na ilha de São Miguel. No ano seguinte, noutro destacamento, em Vila Franca do Campo, abriu um curso público, noturno e gratuito de leitura e escrita, na escola paroquial.
No período em que esteve colocado na cidade da Horta frequentava a tipografia de O Açoriano, onde à noite reunia com os amigos Manuel Garcia Monteiro, com quem mais tarde se havia de manter correspondência, e com Manuel Joaquim Dias. As cartas trocadas nesta correspondência foram publicadas no jornal O Açoriano e reeditadas em 1989.
Henrique José das Neves publicou um conjunto de 6 textos no periódico O Açoriano, da Horta, em 1883-1884, com o título genérico «Notas cómicas», cujo humor, em prosa, se assemelha à poesia de Garcia Monteiro. Na secção intitulada «Folhetim» do jornal Gazeta Açoriana, de que foi fundador e redactor, publicou «Palavras e locuções usadas em São Miguel e desconhecidas em Portugal, ou por obsoletas ou por serem d'origem local». Escreveu também uma colecção de biografias que publicou em livro com o título Individualidades. Deixou outra colaboração dispersa por jornais do arquipélago e de Lisboa.
Foi sócio da Sociedade de Geografia de Lisboa. Foi condecorado com os graus de oficial (1895) e comendador (1897) da Ordem de São Bento de Avis.

## Obras publicadas
Para além de múltipla colaboração dispersa pelos periódicos açorianos e de Lisboa, é autor das seguintes obras:
- «Palavras e locuções usadas em São Miguel e desconhecidas em Portugal, ou por obsoletas ou por serem d'origem local», in Gazeta Açoriana, Ponta Delgada, Folhetim, n.º 5, edição de 20 de fevereiro de 1883, e n.º 6, edição de 28 de fevereiro de 1883 (conclusão);
- «Notas cómicas I», in O Açoriano, Horta, n.º 17, edição de 30 de dezembro de 1883 («A conversão d'um livre-pensador», assinado N.);
- «Notas cómicas II», in O Açoriano, Horta, n.º 18, edição de 6 de janeiro de 1884 («As notas do posto-meteorológico de **»);
- «Notas cómicas III», in Açoriano, Horta, n.º 19, edição de 13 de janeiro de 1884 («Rewolver d'um homem de guerra»);
- «Notas cómicas IV», in O Açoriano, Horta, n.º 20, edição de 20 de janeiro de 1884 («Noticia chronica»);
- «Notas cómicas V», in O Açoriano, Horta, n.º 21, edição de 27 de janeiro de 1884 («Leão adormecido»);
- «Notas cómicas VI», in O Açoriano, Horta, n.º 25, edição de 24 de fevereiro de 1884 («Nervosismo»);
- A cava de Viriato: noticia descriptiva e critico-historica: com um appendice a proposito dos Moinhos do Pintor, subsidio para a questão da existencia de Grão-Vasco. Figueira da Foz, Imprensa Lusitana, 1893;
- «Glossário das palavras, locuções, anexins, raro conhecidos ou usados fora da região em que foram recolhidos». Revista Lusitana, 5: 215, 1897-1899 (regista algumas espécies açorianas]);
- «Aspectos da natureza da ilha de S. Miguel». In António Baptista, Álbum Açoriano. Lisboa, Editores Oliveira e Baptista, 1903-1908.
- Individualidades: traços caracteristicos, episodios e anedoctas authenticas de individuos que se evidenciaram. Lisboa, Parceria A. M. Pereira, 1910.